# La Boutique de monsieur Nicolas
La Boutique de monsieur Nicolas est une série télévisée jeunesse québécoise en 63 épisodes de 25 minutes en noir et blanc, diffusée en direct du 20 février au 19 mai 1961 à Télé-Métropole. Aucun épisode n'a été conservé.

## Synopsis
« Monsieur Nicolas possède une boutique où on peut acheter de tout. Lui-même est toujours à l’affût d’une bonne occasion, et rien ne l’arrête lorsqu’il flaire la bonne affaire, même les voyages longs et dangereux. Dans sa boutique s’accumulent les objets les plus hétéroclites et les plus insolites, dont certains sont animés de pouvoirs magiques. »

## Fiche technique
- Scénario : Paul Main
- Réalisation : Jean Letarte
- Société de production : Télé-Métropole

## Distribution
- André Cailloux : Monsieur Nicolas
- Élisabeth Briand : Couci-couci
- Yvon Deschamps : Valentin